# Zigby, das Zebra
Zigby, das Zebra ist eine australisch-kanadisch-singapurische Computeranimationsserie um ein anthropomorphes Zebra. Die Serie basiert auf Büchern des schottischen Schriftstellers Brian Paterson. Das Zebra Zigby lebt in einem Baumhaus auf einer tropischen Insel und erlebt mit seinen Freunden, dem Perlhuhn Bertie und dem Erdmännchen Matze (engl. „McMeer“ the meerkat), verschiedene Abenteuer.

## Produktion und Veröffentlichung
Bei der Produktion der kanadischen Firma Zebra Productions führte Mark Barnard Regie. Für den Schnitt war Simon Klaebe verantwortlich, künstlerischer Leiter war Robert Gandell.
International wird die Serie von Thunderbird Films verliehen. Die deutsche Fassung wurde erstmals ab dem 19. Oktober 2009 werktags bei KiKA ausgestrahlt. Am 23. November 2009 wurde die 52. Folge gesendet, es folgten Wiederholungen bei KiKA und dem ZDF.

## Synchronisation
| Rolle                | englischer Sprecher |
| -------------------- | ------------------- |
| Zigby                | Tracey Moore        |
| Clem / Stink         | Jamie Croft         |
| Matze (engl. McMeer) | Brian Drummond      |
| Bertie               | Matt Hill           |